# Vitesse in het seizoen 1963/64
Het seizoen 1963/1964 was het 10e jaar in het bestaan van de Arnhemse betaaldvoetbalclub Vitesse. De club kwam uit in de Tweede divisie B en eindigde daarin op de negende plaats. Tevens deed de club mee aan het toernooi om de KNVB beker, hierin werd de club in de eerste ronde uitgeschakeld door DHC (2–3).

## Wedstrijdstatistieken

### Tweede divisie B
|       | AGOVV | Baronie | D.F.C. | De Graafschap | Helmondia '55 | Hermes DVS | Limburgia | LONGA | N.E.C. | NOAD  | Roda JC | SVV   | Wageningen | Wilhelmina | Xerxes |
| ----- | ----- | ------- | ------ | ------------- | ------------- | ---------- | --------- | ----- | ------ | ----- | ------- | ----- | ---------- | ---------- | ------ |
| Thuis | 1 – 1 | 2 – 1   | 1 – 1  | 2 – 0         | 0 – 0         | 0 – 2      | 3 – 3     | 3 – 1 | 0 – 2  | 3 – 1 | 3 – 3   | 2 – 2 | 4 – 0      | 3 – 1      | 3 – 0  |
| Uit   | 2 – 3 | 1 – 1   | 1 – 0  | 3 – 1         | 0 – 1         | 5 – 2      | 0 – 2     | 4 – 2 | 4 – 1  | 0 – 0 | 6 – 1   | 2 – 0 | 2 – 0      | 1 – 0      | 2 – 0  |

### KNVB beker
| 1e ronde                                     | DHC                                           | 3 – 2 (1 – 2) | Vitesse                         |
| 29 september 1963 Plaats: Delft Brasserskade | Carol Schuurman Lex Rijnvis Darius Dhlomo 65' |               | 2' Jan Seelen 16' Danilo Presta |

## Statistieken Vitesse 1963/1964

### Eindstand Vitesse in de Nederlandse Tweede divisie B 1963 / 1964
| Stand | Gespeeld | Gewonnen | Gelijk | Verloren | Punten | Doelpunten voor | Doelpunten tegen |
| ----- | -------- | -------- | ------ | -------- | ------ | --------------- | ---------------- |
| 9e    | 30       | 10       | 8      | 12       | 28     | 44              | 51               |

### Topscorers
| #                | Naam                           | Goal |
| ---------------- | ------------------------------ | ---- |
| 1.               | Jan Seelen                     | 10   |
| 2.               | Tinus Beijer                   | 7    |
| 2.               | Toon Huiberts                  | 7    |
| 4.               | Leo Beerendonk                 | 6    |
| 5.               | Gerard Maurits                 | 4    |
| 5.               | Jan Veenstra                   | 4    |
| 7.               | Piet van Knijff                | 1    |
| 7.               | Wim van de Kruk                | 1    |
| 7.               | Arend Loos                     | 1    |
| 7.               | Theo Meeuwsen                  | 1    |
| Eigen doelpunten |                                |      |
| –                | Joop van der Kolk (Wageningen) |      |
| –                | Robbie Meezen (Wilhelmina)     |      |
| Totaal           | Totaal                         | 44   |

| #      | Naam          | Goal |
| ------ | ------------- | ---- |
| 1.     | Jan Seelen    | 1    |
| 1.     | Danilo Presta | 1    |
| Totaal | Totaal        | 2    |